# Heino Vahldieck

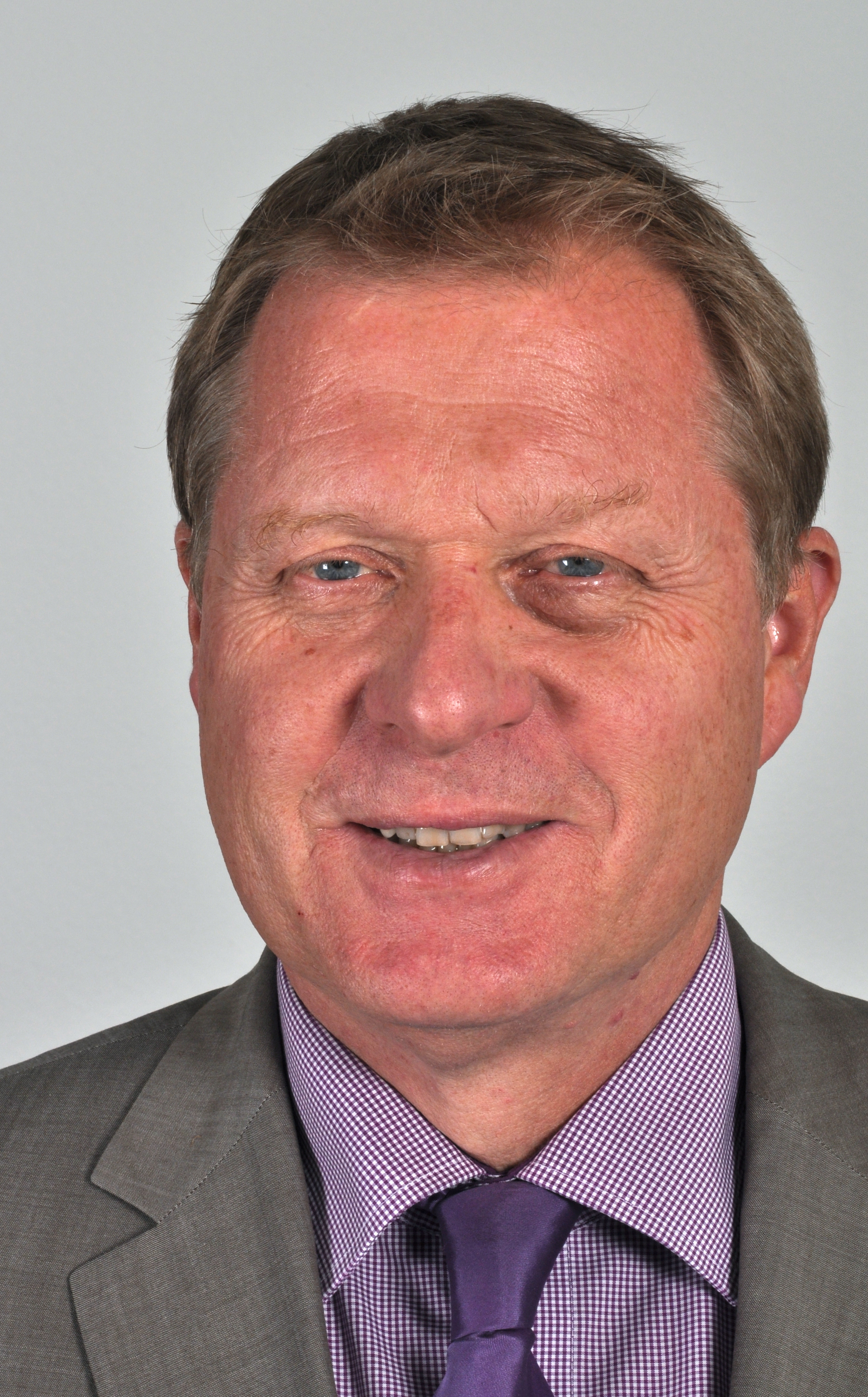
Heino Vahldieck 2011

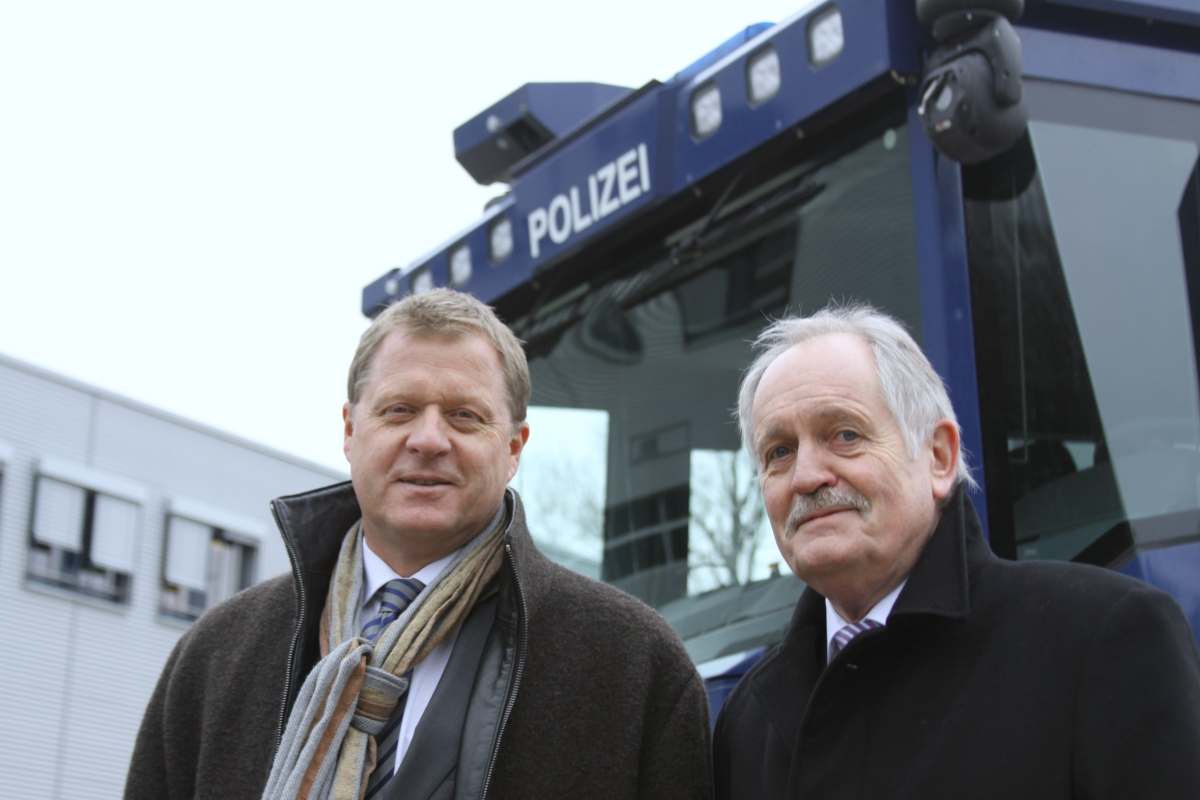
Heino Vahldieck (l.) als Hamburgs Innensenator mit dem Hamburger Polizeipräsidenten Werner Jantosch bei der Übergabe des ersten Wasserwerfers WaWe 10000 an die Bereitschaftspolizei Hamburg am 10. Februar 2011

Heino Vahldieck (* 17. Februar 1955 in Hamburg) ist ein deutscher Politiker der CDU und war von August 2010 bis März 2011 Innensenator der Freien und Hansestadt Hamburg. Zuvor war er ab 2002 Leiter des Landesamts für Verfassungsschutz der Freien und Hansestadt Hamburg und ab 1986 Mitglied der Hamburgischen Bürgerschaft.

## Leben
Vahldieck absolvierte nach dem Abitur ein Studium der Rechtswissenschaften an der Universität Hamburg und arbeitet als Verwaltungsjurist bei der Stadt Hamburg. Bis zu seiner Ernennung zum Landesverfassungsschutzchef war er Leiter des Landeskartellamts in der Behörde für Wirtschaft und Arbeit. Er ist verwitwet und hat zwei Töchter. Seine Frau Susanne Rahardt-Vahldieck ist am 3. April 2008 im Alter von 55 Jahren gestorben. Am 7. September 2012 hat er wieder geheiratet.
Nach seiner politischen Laufbahn wurde er zunächst Geschäftsführer der „Hanseatischen Siedlungs-Gesellschaft“ und 2012 Geschäftsführer der städtischen Bike&Ride-Betriebsgesellschaft.

## Politische Laufbahn
Vahldieck war Vorsitzender des CDU-Ortsverbandes Uhlenhorst/Hohenfelde und seit 1986 stellvertretender Vorsitzender des Kreisverbandes Alstertal seiner Partei. Das Amt endete mit der Auflösung des Kreisverbandes 1992. Anschließend wurde er stellvertretender Kreisvorsitzender im Kreisverband Hamburg-Nord, dem sein Ortsverband nach der Neugliederung angehörte. 1996 kandidierte er als Nachfolger von Dirk Fischer für das Amt des Kreisvorsitzenden und unterlag mit 27 zu 40 Stimmen Michael Freytag, blieb aber stellvertretender Kreisvorsitzender.
Von 1982 bis 1986 war Vahldieck Mitglied der Bezirksversammlung Hamburg-Nord. In dieser Funktion sprach er sich 1983 gegen die Erhebung des Schnellbuszuschlages auf den Alsterschiffen aus, weil dies die Attraktivität des Verkehrsmittels vermindere.

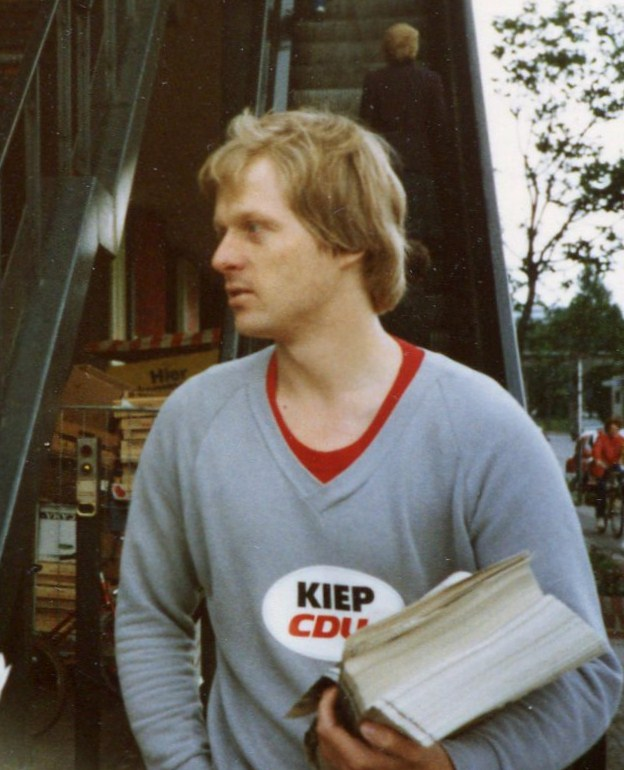
Wahlkämpfer Heino Vahldieck 1982 in Hamburg-Uhlenhorst

Von 1986 bis zum 14. August 2002 gehörte er der Hamburgischen Bürgerschaft an. Dort war er unter anderem Vorsitzender des Innenausschusses und 1991/92 CDU-Obmann im Parlamentarischen Untersuchungsausschuss „Klärung von verfassungsrechtlichen Fragen und politischen Verantwortlichkeiten im Zusammenhang mit der Änderung des Senatsgesetzes vom 19. März 1987“. 1995 kritisierte er den damaligen Senatsentwurf für eine Bezirksverwaltungsreform, da dieser mehr Zentralisierung bedeute und die Rechte der Bezirke beschneide. Stattdessen forderte er die Einführung von Bürgerbegehren und -entscheiden auf Bezirksebene und die Direktwahl der Bezirksamtsleiter. Im September 1998 forderte er in der Bürgerschaft den Einsatz von Brechmitteln, um Dealer überführen zu können, die Drogenpäckchen verschlucken. Dies sei ein Eingriff von „überschaubarer Intensität“. Der Antrag scheiterte jedoch an der rot-grünen Mehrheit. Bereits acht Monate vor der Bürgerschaftswahl 2001 unterstützte er parteiinterne Überlegungen, eine Koalition mit der Partei Rechtsstaatlicher Offensive von Ronald Schill einzugehen, um die SPD als Regierungspartei ablösen zu können. Im April 2001 forderte er eine Räumung der Roten Flora. Im Juni desselben Jahres forderte er die Einführung eines vorbeugenden 14-tägigen Unterbringungsgewahrsams und eines langfristigen Aufenthaltsverbots für Drogendealer als Standardmaßnahme im Hamburger Gesetz zum Schutz der öffentlichen Sicherheit und Ordnung (SOG).
Bei der Bürgerschaftswahl im September 2001 verpasste er zunächst den Wiedereinzug in das Parlament. Nachdem der Abgeordnete Stefan Schulz zum Staatsrat ernannt worden war, rückte er als nächstberufener Bewerber in die Bürgerschaft nach. Bereits Ende Februar 2002 wurde er wieder innenpolitischer Sprecher, Vorsitzender des Innenausschusses und Mitglied des Fraktionsvorstandes. Am 15. August 2002 wurde Vahldieck Leiter des Verfassungsschutzes in Hamburg und legte am Vortag sein Bürgerschaftsmandat nieder.
Nachdem ihm zuvor nur geringe Chancen auf das Amt bescheinigt worden waren, erfolgte am 25. August 2010 seine Ernennung zum Senator für Inneres der Freien- und Hansestadt Hamburg im Senat Ahlhaus, nachdem der bisherige Innensenator Christoph Ahlhaus, dessen Verhältnis zu Vahldieck als ausgezeichnet beschrieben wurde, zum Ersten Bürgermeister der Stadt gewählt geworden war. Mit seiner Wahl wurde er bis zum Jahresende auch Vorsitzender der Innenministerkonferenz. In dieser Eigenschaft sprach er sich für eine „moderate Umkehr der Beweislast“ dert aus, dass bei Ermittlungen gegen Rocker und andere Personen aus dem Bereich der organisierten Kriminalität die Tatverdächtigen selbst belegen müssten, dass ihr Vermögen aus legalen Quellen stamme. Zudem forderte er eine Beteiligung der Veranstalter von kommerziellen Großveranstaltungen (z. B. Fußball-Bundesligaspielen) an den Polizeieinsatzkosten. In seiner kurzen Amtszeit sprach er sich zudem für eine erleichterte Zuwanderung hochqualifizierter Menschen nach Deutschland und eine schnellere Einbürgerung gut integrierter Jugendlicher, aber auch für härtere Sanktionen gegen „integrationsunwillige“ Migranten aus. Außerdem sprach er sich dafür aus, dass Kraftfahrzeuge von Fahranfängern besonders gekennzeichnet werden. Nach dem Bruch der schwarz-grünen Koalition übernahm Vahldieck am 30. November 2010 zusätzlich das Amt des Senators der Justizbehörde. Anfang Januar 2011 sprach er sich gegen die von Bundesinnenminister Thomas de Maizière geplante Zusammenlegung von Bundespolizei und Bundeskriminalamt aus, da dies die Gefahr berge, dass es eine „zu starke Verlagerung von polizeilichen Kompetenzen und Ressourcen in Richtung auf den Bund“ gebe. Am 7. März 2011 schied er infolge der Bürgerschaftswahl vom Februar wieder aus dem Senat aus. Seither gehörte er erneut der Bürgerschaft an.
Zum 31. Dezember 2011 legte er sein Bürgerschaftsmandat nieder. Für ihn rückte Friederike Föcking nach.
Er war neben drei anderen Mitglied in der Bund-Länder-Kommission Rechtsterrorismus, die infolge des Aufdeckung des Nationalsozialistischen Untergrunds eingesetzt wurde.